# Shiri Allwood
Shiri Allwood (Portland, Maine; 22 de diciembre de 1992) es una actriz pornográfica, modelo erótica y modelo de cámara web transexual estadounidense.

## Biografía
Originaria de la ciudad de Portland (Maine), nació en diciembre de 1992 en una familia de ascendencia nórdica, holandesa, alemana, gaélica y francesa. Comenzó a trabajar en la industria del entretenimiento para adultos como modelo de cámara web en diversas plataformas como Chaturbate. Tras graduarse en la universidad, inició su transición en 2014. A comienzos de 2016 debutó como actriz pornográfica transexual grabando sus primeras escenas para Pure TS con Christian XXX y Natalie Mars.
Como actriz ha trabajado con productoras del sector como Trans Angels, Transsensual, Gender X, Transerotica, Evil Angel, Grooby Productions, CX Wow, Mancini Productions, Kink.com, Goodfellas, Devil's Film o Exquisite, entre otras.
Fue nominada en los Premios AVN en la categoría de Artista transexual del año de manera consecutiva en 2018, 2019 y 2020. Así mismo, fue nominada en dichos galardones a la Mejor escena de sexo transexual también en dos ocasiones: en 2018 por Transcest: An Unreal Family Tale y en 2020 por Slag Angels on Wheels,. junto a Natassia Dreams, Natalie Mars y Lena Kelly.
Hasta la actualidad, ha grabado más de 460 películas.
Otros trabajos suyos fueron Angels Gone Bad, Housewives, Jim Power's Trans Babysitters, My TS Girlfriend 2, Real Fucking Girls 2, She-Male Strokers 86, Trans Pool Party 2, Transcendent o Transsexual Mashup.

## Premios y nominaciones
| Año  | Ceremonia                  | Resultado | Premio                                              | Trabajo                                  |
| ---- | -------------------------- | --------- | --------------------------------------------------- | ---------------------------------------- |
| 2017 | Transgender Erotica Awards | Nominada  | Mejor modelo solo                                   | —                                        |
| 2018 | Premios AVN                | Nominada  | Artista transexual del año                          | —                                        |
| 2018 | Premios AVN                | Nominada  | Mejor escena de sexo transexual en grupo            | Transcest: An Unreal Family Tale         |
| 2018 | Transgender Erotica Awards | Ganadora  | Grooby Girl del año                                 | —                                        |
| 2018 | Transgender Erotica Awards | Nominada  | Mejor artista hardcore                              | —                                        |
| 2018 | Transgender Erotica Awards | Nominada  | Mejor modelo solo                                   | —                                        |
| 2019 | Premios AVN                | Nominada  | Artista transexual del año                          | —                                        |
| 2019 | Transgender Erotica Awards | Nominada  | Mejor autoproducción                                | —                                        |
| 2019 | Transgender Erotica Awards | Nominada  | Mejor escena chica/chica                            | Lianna Lawson and Shiri Allwood Hardcore |
| 2019 | Transgender Erotica Awards | Nominada  | Mejor modelo solo                                   | —                                        |
| 2020 | Premios AVN                | Nominada  | Artista transexual del año                          | —                                        |
| 2020 | Premios AVN                | Nominada  | Mejor escena de sexo transexual en grupo            | Slag Angels on Wheels                    |
| 2020 | Premios AVN                | Nominada  | Premio fan: Mejor artista transexual                | —                                        |
| 2020 | Premios AVN                | Nominada  | Premio fan: Camtrans favorita                       | —                                        |
| 2020 | Transgender Erotica Awards | Nominada  | Mejor artista cam                                   | —                                        |
| 2020 | Transgender Erotica Awards | Nominada  | Mejor artista hardcore                              | —                                        |
| 2020 | Transgender Erotica Awards | Ganadora  | Mejor autoproducción                                | —                                        |
| 2020 | Transgender Erotica Awards | Nominada  | Mejor modelo solo                                   | —                                        |
| 2020 | Transgender Erotica Awards | Nominada  | Modelo transexual del año                           | —                                        |
| 2021 | Premios AVN                | Nominada  | Artista transexual del año                          | —                                        |
| 2025 | Premios AVN                | Nominada  | Mejor escena de sexo transexual en realidad virtual | Dream On                                 |